# Pumpwerk Gelsenkirchen-Horst

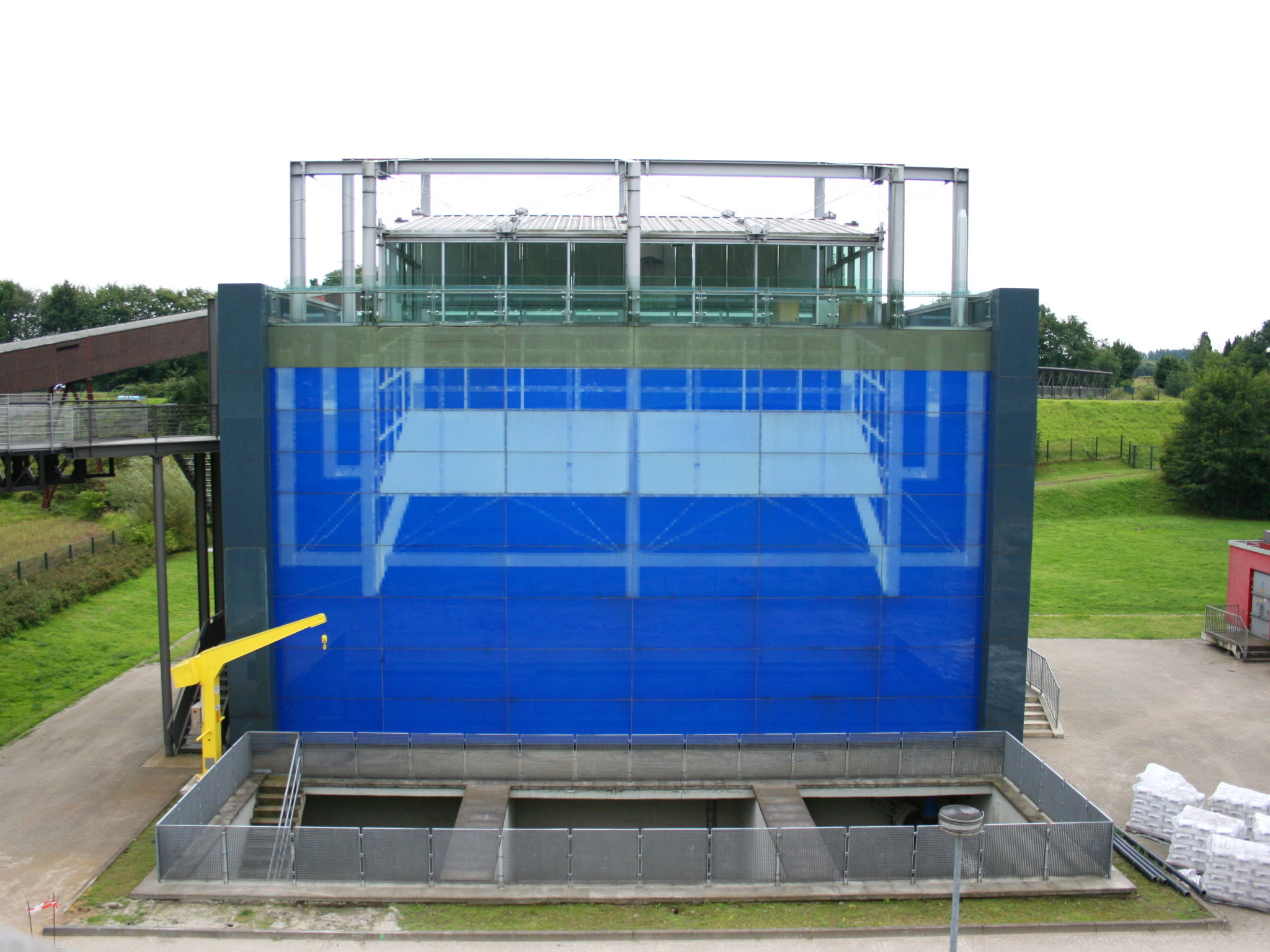
Pumpwerk mit dem vorgesetzten blauen Glas

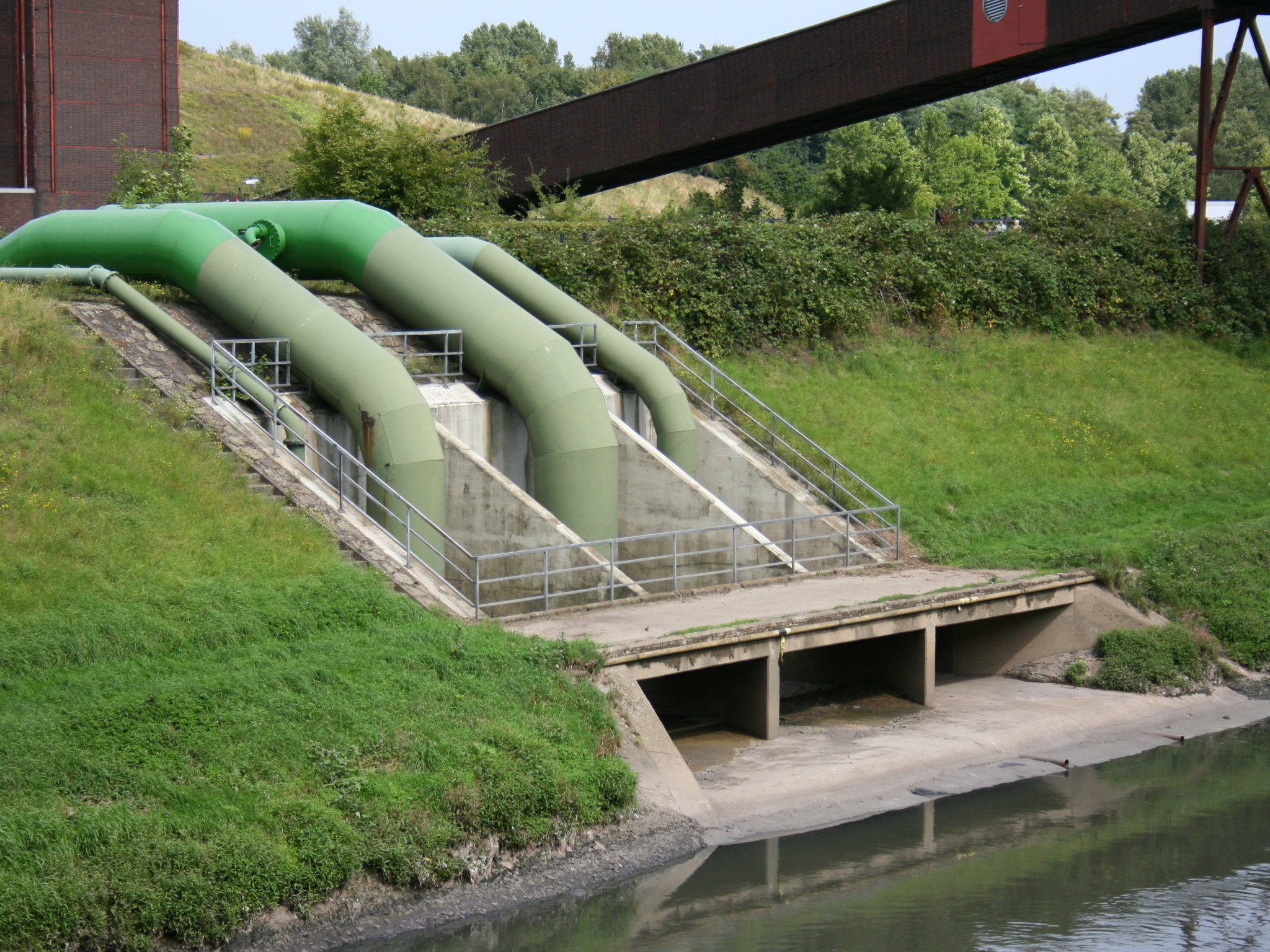
In die Emscher führende Rohre

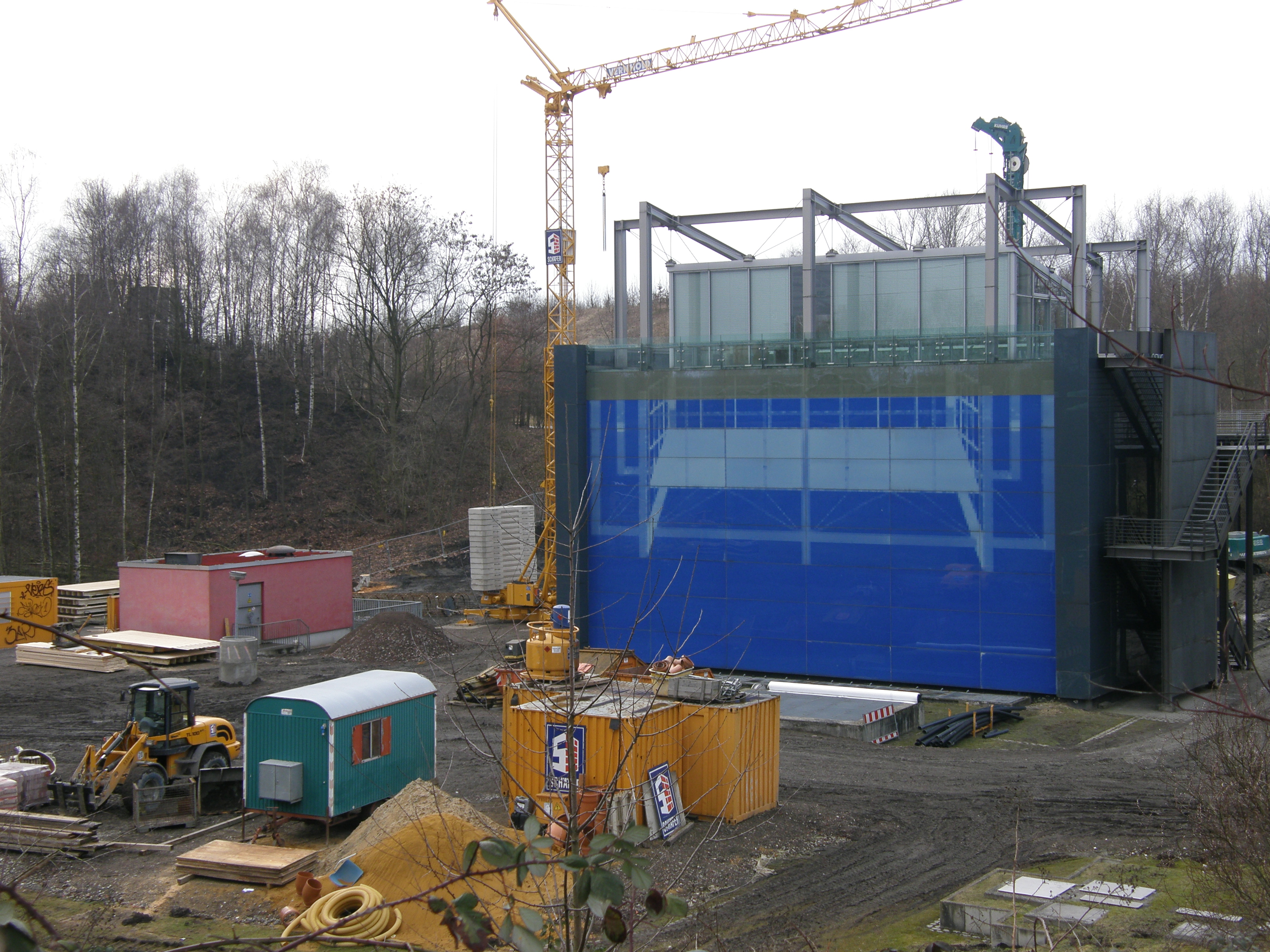
Umbauarbeiten auf dem Gelände

Das Pumpwerk Gelsenkirchen-Horst ist ein 1958 in Betrieb genommenes Wasserbauwerk der Emschergenossenschaft auf dem Gelände des Nordsternparks.
Das Pumpwerk wurde aufgrund bergbaubedingter Senkungen oberhalb des Grubenfeldes Nordstern benötigt. Sein Einzugsgebiet in Horst beträgt 316 Hektar. Früher pumpte es das gesammelte Wasser in die höherliegende und eingedeichte Emscher, heute führt es den überwiegenden Teil mittels des unterirdischen Emscherkanals zum Klärwerk Bottrop ab. Dieser Kanal ist ein Teil des Projekts Umbau des Emschersystems zur Entlastung der Emscher von Abwässern. 
Bei Regenfällen steigert sich der durchschnittliche Trockenwetterzufluss von 120 l/s auf maximal 10.000 l/s, eine Wassermenge, die das alte Pumpwerk nicht mehr handhaben konnte. Daher wurde 1980 das danebenliegende, kleine rosafarbene Pumpwerk errichtet, das bei entsprechendem Niederschlag zugeschaltet wird und gegebenenfalls auch Wasser durch die grünen Rohre in die Emscher pumpt.
1997 wurde das alte Pumpwerk im Rahmen der Bundesgartenschau saniert, mit blauem Glas verkleidet und mit einem Ausstellungspavillon auf dem Dach versehen. Die Pläne für die Gestaltung stammen vom Düsseldorfer Künstler Jürgen LIT Fischer.
Von September 2008 bis Ende 2009 wird  eine Regenwasserbehandlungsanlage am Pumpwerk errichtet, da zukünftig das saubere, nicht klärpflichtige Regenwasser und das Abwasser getrennt entsorgt werden sollen.
Das Pumpwerk ist Teil der Route der Industriekultur. 